# 無聲勝有聲
《無聲勝有聲》是香港歌手陳百強的第十四張粵語大碟，首次由徐日勤擔任全碟監製，收錄了兩首由徐日勤寫的著名情歌：描寫被愛人背叛的《從今以後》以及浪漫的《無聲勝有聲》。另外，流行於Disco的《Don't Cry For Me》，Danny罕有的soft rock型歌曲《孤寂》，曲風獨特的意大利作曲家原創歌曲《迷路人》以及顧嘉輝寫的人生哲理勵志歌曲《昨日、今日、明日》都是廣收好評的作品，此唱片於1988年8月3日推出。

## 製作背景
這張專輯是陳百強在DMI首張專注於歌曲的演繹，未有發表任何個人詞曲創作的專輯。
徐日勤在2016年「為你喝采陳百強歌迷會」成立典禮上透露《從今以後》是他為陳百強寫的歌當中最滿意的一首，他如此解釋:「若要說我為他（陳百強）寫及監製的歌，我自己最喜歡的就是《從今以後》，因為雖然陳百強是情歌王子，但他的情歌找不到一首像《從今以後》這麽「慘」的歌。這首歌是我為他量身定做，整個故事由我構思，然後講給給林夕聽幷由他填詞，陳百強唱出來的效果是絕對、絕對達到了我的要求。」
林夕在2007年的《林夕字傳2》CD套裝中如此評價《從今以後》：「很多人懷念陳百強，我也懷念與徐日勤緊密合作的日子，讓我享受到信任。那些緊密的旋律，讓我學會寫長句。這首歌寫愛一個人，幻想他有多大的殺傷力。」
《迷路人》作曲者Fabio Carli(花比傲)是一名意大利籍音樂人，1986年起在香港定居幷從事音樂事業多年。
《無聲勝有聲》的音樂錄影帶在澳門取景拍攝。
陳百強並沒有參與此碟的監制及作曲，他曾如此解釋：「因為自己次次作歌大家就只喜歡聽我作的，忽略別人的，所以不公平。這次試試完全以一個歌手，不是我監制，不是我作的，什麼都沒有參與，只參與唱歌，效果出來一樣是得到大家的支持。」
此唱片的錄音室之一S&R Studio位於尖沙咀漢口道。
陳百強曾在1988年的無線電視「勁歌金曲」節目中透露了一些《無聲勝有聲》唱片封套的故事：「這個概念是來自一件T-恤，（圖案）是一個女子抱著一個沒穿衣服的男子。我就想不如將位置調換一下，就讓一個穿著衣服的男子抱著一個沒穿衣服的女子，這樣當然吸引力會大一些。所以我就找找找那些（模特兒）的照片，找了好久，忽然間一張照片彈了出來，對了，就是這個，終於找了Maria（童玲）跟我拍，因為我很喜歡她背部的線條和披下來的頭髮。」
陳百強在唱片封底中寫下「May be, may be, baby, I can learn to love!」，小美在1988年的專欄標題「陳百強三十而立！」中記錄了陳百強在1988年9月與歌迷的生日聚會時對這一句話的解釋，他說：「我真的希望learn to love，學習去愛別人，以前我不大懂得去關心別人，但人長大了，明白到要人關心自己，亦要懂得去關心人。」

## 迴響
林若寧在2007年《林夕字傳2》CD套裝中如此評注《從今以後》：「如果老爺不曾有此作品，相信本愛看電影比愛聽流行曲的我不會立志遺禍詞壇。與其說這是林作，不如將它當成一個分鏡仔細的電影劇本，一句一句歌詞沖印一格格菲林。」
倫永亮在2013年的港台「講好音樂——陳百強特輯」節目中透露了他對陳百強唱功的欣賞：「我很喜歡Danny那種唱功，他似乎是用一種很不矯色的技巧去唱，他演繹歌曲時似乎很平鋪直入，但就是因為這種完全沒有矯色的唱功，而得以流露出一份發自內心的聲音。」

## 曲目
| 曲序     | 曲目                                     |          | 作曲                       | 编曲        | 备注                                       | 时长  |
| -------- | ---------------------------------------- | -------- | -------------------------- | ----------- | ------------------------------------------ | ----- |
| 1.       | 從今以後                                 | 林夕     | 徐日勤                     | 徐日勤      | 第一主打                                   | 4:25  |
| 2.       | 一串音符                                 | 潘偉源   | Nico Verrips Marco Roosink | 徐日勤      | 改編自Angie Dylan的《Love on the Rebound》 | 3:44  |
| 3.       | 迷路人                                   | 葉建華   | Fabio Carli                | Fabio Carli |                                            | 3:35  |
| 4.       | 昨日、今日、明日                         | 鄭國江   | 顧嘉煇                     | 顧嘉煇      |                                            | 3:45  |
| 5.       | 怨女                                     | 林夕     | 徐日勤                     | 徐日勤      |                                            | 3:55  |
| 6.       | Don't Cry For Me                         | 胡人     | 倫永亮                     | 倫永亮      | 第二主打 MV編導：歐嘉士                    | 3:45  |
| 7.       | 無聲勝有聲（無線電視劇《衰鬼迫人》插曲） | 林夕     | 徐日勤                     | 徐日勤      | 第三主打                                   | 4:02  |
| 8.       | 孤寂                                     | 潘偉源   | 孫偉明                     | 孫偉明      |                                            | 3:50  |
| 9.       | 幻像                                     | 因葵     | 唐奕聰                     | 唐奕聰      | 因葵原名陸謙游                             | 3:43  |
| 10.      | 令你著迷（無線電視劇《衰鬼迫人》主題曲） | 鄭國江   | 郭小霖                     | 袁卓繁      | 電視劇《衰鬼逼人》于1988.07.11至08.05播出  | 3:05  |
| 总时长： | 总时长：                                 | 总时长： | 总时长：                   | 总时长：    | 总时长：                                   | 37:49 |

## 製作人員
- 監制：徐日勤
- 錄音：樓恩奇、余仲輝、郭榮光Philip Kwok
- 混音：徐日勤、樓恩奇

David Ling Jr（從今以後）
- 錄音室： EMI Studio

S&R Studio (從今以後)
- 封套概念：陳百強
- 發型：Joseph Lo (Il Colpo)
- 攝影：陳華熙Justin Chan
- 女模特兒：童玲Maria Tung
- 封套設計：陳百強、陳華熙Justin Chan、Art Workshop
- 策劃：葉鏡球[10]

## 派台成績
| 歌曲             | 港台 中文歌曲龍虎榜 | 無線 勁歌金榜 | 商台 叱吒樂壇流行榜 |
| ---------------- | ------------------- | ------------- | ------------------- |
| 從今以後         | 1                   | 1             | 2                   |
| Don't Cry For Me | (5)                 | 1             | 3                   |

- ()：最高位置待定

## 獎項
- 1988年度十大勁歌金曲

- 「十大勁歌金曲第三季季選」：《從今以後》